# Josef Wintrich

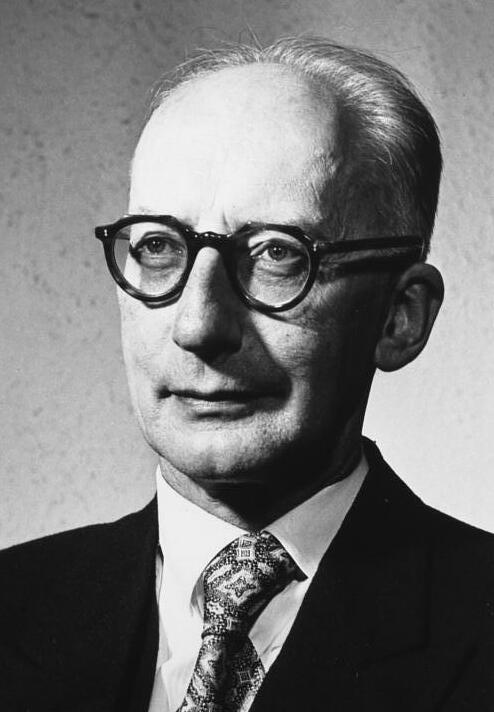
Josef Wintrich 1951

Josef Marquard Wintrich (* 15. Februar 1891 in München; † 19. Oktober 1958 in Ebersberg) war vom 23. März 1954 bis zu seinem Tod Präsident des Bundesverfassungsgerichts.

## Biografie

### Ausbildung und Beruf (1910 bis 1933)
Josef Wintrich wurde 1891 in München als Sohn eines Postassistenten geboren. Nach dem Besuch des Luitpold-Gymnasiums studierte er von 1910 bis 1915 Rechtswissenschaften an der Ludwig-Maximilians-Universität München. Außerdem hörte er Vorlesungen zu Geschichte, Philosophie und Volkswirtschaft. 1915 bestand er das Referendarexamen. Wintrich, der wegen des Verlustes einer Hand nicht am Ersten Weltkrieg teilnehmen konnte, wurde 1918 Assessor und arbeitete in den folgenden Jahren in einer Anwaltskanzlei. 1922 wurde Wintrich von der juristischen Fakultät der Ludwig-Maximilians-Universität München promoviert.
Wintrich war Mitglied der katholischen Studentenverbindung KDStV Aenania München und Gründungsmitglied der KDStV Trifels München, beide im CV. Im Juli 1921 begann Josef Wintrich seine Laufbahn im Staatsdienst als Assessor am Landgericht München und kam von dort 1923 als 3. Staatsanwalt an das Landgericht München II. Ab Mitte der 1920er Jahre lehrte er nebenberuflich an der Bayerischen Verwaltungsakademie Verwaltungs- und Staatsrecht und später als Dozent an der Universität München. 1926 wurde Wintrich Amtsrichter und 1930 1. Staatsanwalt am Landgericht München II.

### Beruf in der NS-Zeit und Karriere ab 1945
Ab dem 1. November 1933 wurde Wintrich als Oberamtsrichter an das Amtsgericht Ebersberg versetzt, nachdem er sich als Staatsanwalt angeblich zu sehr für die sprunghaft angestiegenen Todeszahlen im Konzentrationslager Dachau interessiert hatte. Eine aktuelle historische Recherche erbrachte bislang keinen Nachweis für eine solche kritische Einstellung. Die detaillierte Aufarbeitung der Ermittlungen der Staatsanwaltschaft beim Landgericht München II zu mehreren Tötungen im KZ Dachau und deren Niederschlagung (erst) im Jahr 1934 begründet vielmehr nicht nur aus zeitlichen Gründen Zweifel an den Darstellungen Wintrichs. Zwar war Wintrich zeitgleich als Erster Staatsanwalt beim Landgericht München II tätig, die Ermittlungen wurden aber federführend von seinen Kollegen, dem Ersten Staatsanwalt Josef Hartinger und von Oberstaatsanwalt Karl Wintersberger durchgeführt; diese beiden waren aber dort noch bis 1934 im Amt.
Am 17. Juni 1933 trat Wintrich aus der Bayerischen Volkspartei, der er seit 1926 angehört hatte und die sich am 4. Juli 1933 selbst auflöste, aus. Im August 1933 trat er in den Bund Nationalsozialistischer Deutscher Juristen ein. Sein 1935 erschienener Kommentar zum Erbhofrecht lässt seine Nähe zur nationalsozialistischen Ideologie erkennen.
Angeblich entzog das NS-Regime 1936 Wintrich die Lehrbefugnis. Ausweislich der Vorlesungsverzeichnisse der Ludwig-Maximilians-Universität war Wintrich jedoch vom Sommersemester 1923 bis zum Wintersemester 1944/45 ohne Unterbrechung mit „Vorlesungen, Übungen und Lehrkursen“ betraut.
Die US-Besatzungsbehörde in Bayern (USGCC, ab dem 29. September 1945 OMGUS) ernannte den damaligen Oberamtsrichter Wintrich am 8. Mai 1945 zum ersten Landrat des Landkreises Ebersberg. Bereits nach zwei Monaten wurde Wintrich wegen Vorwürfen zu seiner Tätigkeit während der NS-Zeit wieder abgesetzt und durch Dr. Eugen Carl Mayer ersetzt. Wintrich trat der CSU bei.
1947 wurde Wintrich Oberlandesgerichtsrat am Oberlandesgericht München; 1949 übernahm er den Vorsitz eines Senates. Als Richter am Bayerischen Verfassungsgerichtshof arbeitete er ab 1947 an der Satzung dieses höchsten bayerischen Gerichts mit und wurde 1953 dessen Vizepräsident. Im selben Jahr wurde er zum Präsidenten des Oberlandesgerichts München ernannt.

### Am Bundesverfassungsgericht (1953 bis 1958)
Im November 1953 wurde Wintrich Richter des Bundesverfassungsgerichts (BVerfG) in Karlsruhe. Wintrich übernahm wesentliche Elemente seines verfassungsrechtlichen Menschenbildes aus der katholischen Soziallehre. Nach dem Tod des BVerfG-Präsidenten Hermann Höpker-Aschoff wurde er selbst am 23. März 1954 zum Präsidenten des Bundesverfassungsgerichts ernannt. 1955 und 1956 wurde er wiedergewählt und hätte damit bis 1963 amtieren können.
Im Juli 1956 erhielt Wintrich eine Honorarprofessur für Verfassungsgerichtsbarkeit an der Universität München. Ende Januar 1958 wurde er Leiter der Verwaltungs- und Wirtschaftsakademie München, an deren Wiederaufbau er Ende der 1940er Jahre mitgewirkt hatte. Am 19. Oktober 1958 starb er überraschend an einem Herzinfarkt. Er wurde auf dem Friedhof in Ebersberg beigesetzt. Zum Nachfolger wurde am 13. November 1958 der baden-württembergische Ministerpräsident Gebhard Müller berufen.

## Historische Bedeutung
Aus konservativer Sicht wurde oft betont, Wintrich sei 1933 von den Nazis in seine Heimatstadt „abgeschoben“ worden, weil er sich für die zahlreichen Todesfälle im KZ Dachau interessiert habe. Im Entzug seiner universitären Lehrbefugnis wurde ein Beweis einer NS-fernen Gesinnung gesehen.
Linke Kritiker warfen Wintrich hingegen in den 1950er Jahren vor, er sei ein vom NS-Regime geschätzter und dekorierter Jurist gewesen.

### Das KPD-Verbot
Als herausragendste Entscheidung seiner Amtszeit gilt das – bis heute staats- und verfassungsrechtlich umstrittene – KPD-Verbot vom 17. August 1956 (Aktenzeichen 1 BvB 2/51). 1955 hatte Wintrich zur Vorbereitung des Urteils an der Universität Salzburg bei dem Jesuiten und Philosophiedozenten Gustav Wetter (1911–1991) ein Kolleg über Die Weltmacht des dialektischen Materialismus gehört, „um sein Wissen von den geistigen Grundlagen der KPD zu vertiefen“. In den 1950er Jahren wurde Bundeskanzler Konrad Adenauer vorgeworfen, durch das von ihm 1951 und 1952 betriebene Verbot der nationalsozialistischen SRP ein Argument für das eigentlich beabsichtigte KPD-Verbot vorzuschieben. Adenauer wurde außerdem vorgehalten, massiven Druck auf das Bundesverfassungsgericht auszuüben. Die Ernennung des rechtskonservativen Juristen Wintrich als Nachfolger des liberalen Höpker-Aschoff, der einem KPD-Verbot kritisch gegenübergestanden hatte, wurde von der zeitgenössischen linksliberalen Presse als politischer Trick der zweiten Regierung Adenauer aufgefasst. Bei diesem „druckvollen Trick“ ließ sich Adenauer jedoch Zeit. „Als im November 1954 das Verbotsverfahren gegen die KPD im dritten Jahr vor sich hindümpelte“, besuchte BVG-Präsident Wintrich Konrad Adenauer. Dabei erfuhr er, dass die Bundesregierung an ihrem Antrag festhielt.

### § 175
Wintrich war 1957 der Vorsitzende des Ersten Senats des BVerfG. Dieser wies am 10. Mai 1957 die Verfassungsbeschwerden gegen die §§ 175 und 175a in der 1935 von den Nationalsozialisten verschärften Fassung zurück und erklärte u. a.,

„1. Die Strafvorschriften gegen die männliche Homosexualität (§§ 175 f. StGB) verstoßen nicht gegen den speziellen Gleichheitssatz der Abs. 2 und 3 des Art. 3 GG, weil der biologische Geschlechtsunterschied den Sachverhalt hier so entscheidend prägt, daß etwa vergleichbare Elemente daneben vollkommen zurücktreten.

2. Die §§ 175 f. StGB verstoßen auch nicht gegen das Grundrecht auf die freie Entfaltung der Persönlichkeit (Art. 2 Abs. 1 GG), da homosexuelle Betätigung gegen das Sittengesetz verstößt und nicht eindeutig festgestellt werden kann, daß jedes öffentliche Interesse an ihrer Bestrafung fehlt.“

## Ehrungen
Am 18. Juli 1981 wurde die seit 1965 bestehende Realschule in der oberbayrischen Kreisstadt Ebersberg in Dr.-Wintrich-Schule umbenannt. In Ebersberg ist die Dr.-Wintrich-Straße im Stadtzentrum und in München-Moosach der Wintrichring nach ihm benannt.

## Veröffentlichungen
- Schutz der Grundrechte durch Verfassungsbeschwerde und Popularklage. Vortrag gehalten am 16. Januar 1950 vor der Gesellschaft für bürgerliche Freiheiten Sitz München. Habbel, Regensburg 1950 (= Die Diskussion, Heft 9).
- Zur Problematik der Grundrechte. Westdeutscher Verlag, Köln 1957 (= Veröffentlichungen der Arbeitsgemeinschaft für Forschung des Landes Nordrhein-Westfalen, Reihe 1: Geisteswissenschaften, Bd. 71).